# Jack O'Neill (Stargate)
Jonathan "Jack" O'Neill (20 oktober 1952) is een personage in de sciencefiction-franchise Stargate. Hij komt onder meer voor in de film Stargate en in de televisiereeksen Stargate SG-1 en Stargate Atlantis.
In de film wordt hij gespeeld door Kurt Russell (hier wordt de naam gespeld als O'Neil, dus met één l) en in de serie door Richard Dean Anderson.

## Biografie
In de film is hij een kolonel van de Amerikaanse luchtmacht, die een verkenningsteam door de Stargate, een interstellair transportmiddel, leidt. In de televisiereeks leidt hij het primaire team (SG-1) op verdere missies door de Stargate. Uiteindelijk bereikt hij de rang van luitenant-generaal.

## Ontvangst
Voor zijn rol als O'Neill won Richard Dean Anderson in 1998 een Saturn Award in de categorie "Beste Acteur op televisie". Anderson was genomineerd in de categorie "Beste mannelijke prestatie in een sciencefictionfilm, tv-film of miniserie" bij de Constellation Awards in 2009 voor zijn werk in Stargate: Continuum (2008), waarin hij zijn rol als O'Neill opnieuw speelde.
Hij ontving een prijs tijdens het 57e jaarlijkse Air Force Anniversary Dinner van de Air Force Association in Washington, D.C. op 14 september 2004, vanwege zijn rol als ster en uitvoerend producent van Stargate SG-1, een serie die de luchtmacht in een positief daglicht heeft gesteld sinds de première. Het werd uitgereikt door de toenmalige stafchef van de luchtmacht, generaal John P. Jumper. Anderson werd benoemd tot ere-brigadegeneraal.
TV Guide plaatste Jack O'Neill op de tiende plaats op zijn lijst van "25 grootste sci-fi legendes aller tijden".